# Glaresis zvirgzdinsi
Glaresis zvirgzdinsi är en skalbaggsart som beskrevs av Robert Warner 1995. Glaresis zvirgzdinsi ingår i släktet Glaresis och familjen Glaresidae. Inga underarter finns listade i Catalogue of Life.